# Monte Rinaldo
Monte Rinaldo är en ort och kommun i provinsen Fermo i regionen Marche i Italien. Kommunen hade 352 invånare (2018).